# Budakeszi
Budakeszi – miasto na Węgrzech, w komitacie Pest, w powiecie Budaörs, 10 km od centrum Budapesztu.

## Geneza nazwy
Nazwa miasta składa się z 2 części:
- Buda – zachodnia część Budapesztu
- Keszih – jedno z siedmiu starożytnych węgierskich plemion.